# Salomon III
Salomon III d'Éthiopie Négus d'Éthiopie de 1796 à 1797 et en 1799.

## Biographie
Salomon III est le fils de Takla Haïmanot II d'Éthiopie emprisonné dans le couvent de Wahni depuis 1782. Il est porté au trône par Ras Wolde Sélassie de Tigré le 20 mai 1796 après la 3e abdication de son oncle Takla Guiorguis d'Éthiopie.
Contraint de quitter le pouvoir en faveur de Yonas Ier d'Éthiopie le 15 juillet 1797, il est relégué à Axoum sous la protection de Ras Wolde Sélassie de Tigré. Il se réconcilie avec son oncle Takla Guiorguis en février 1798 et revient le 15 juin 1799 avant d'abdiquer à nouveau le 25 juillet 1799 et d'être exilé au Tigré.
Il meurt à Gondar en 1827. Avec son épouse Altash, une fille d'Ali Gwangul le gouverneur du Begamder, il laisse un fils, le futur Négus Iyasou IV d'Éthiopie.